# Sant Martí de Brocà
Sant Martí de Brocà és una església del municipi de Guardiola de Berguedà (Berguedà) inclosa en l'Inventari del Patrimoni Arquitectònic de Catalunya.
Tot i que consta que era propietat del monestir de Sant Llorenç prop Bagà, originalment era l'església del castell de Brocà i després esdevingué parròquia. Fou consagrada el 1081. Fou reformada durant els segles xviii i xix.

## Descripció
Sant Martí de Brocà es troba acompanyada voltada de cases abandonades. És de nau única coberta amb volta de canó lleugerament apuntada i capçada per un absis semicircular. Posteriorment s'hi obriren dues capelles laterals que transformen la planta en creu llatina. L'absis presenta decoració de fris d'arcuacions cegues en sèries de dos entre unes fines lesenes molt curtes i dues finestres de doble esqueixada. La porta del mur de migdia va ser totalment transformada al segle xix. Sobre el mur de l'arc triomfal s'alça un petit campanar d'espadanya d'una obertura. La porta d'entrada es troba al mur sud.